# Клиентская база
Клиентская база — это база данных, содержащая сведения обо всех клиентах компании, когда-либо совершавших с ней сделки. Кроме того, иногда к клиентской базе относят и сведения о потенциальных клиентах компании.

## Цели составления клиентской базы
Выделяют пять основных целей составления клиентской базы:
- Сохранение и преемственность информации. , которую решает данная база, это страховка от потери клиентов при увольнении менеджера по продажам или торгового представителя, а также быстрое вхождение в курс дела новых сотрудников.
- Оценка перспективы. Данная БД ответит на вопрос о том, какой процент дистрибуции Вы имеете на рынке, какая доля клиентов лояльна, а какая ещё не знает о Вашем предложении.
- Аналитическая. Данная БД предполагает более глубокое представление информации о клиентах. Структура предприятия, персоналии, личные предпочтения, корзина покупки, периодичность заказа, сезонность и т.д. Вы получите возможность проводить различного рода анализ своих клиентов и строить прогнозы.
- Маркетинговая. Если Ваша цель адресное воздействие на своих потенциальных клиентов и соответствующая экономия бюджета. Данная цель решается за счёт:
  - а) правильного сегментирования своих клиентов,
  - б) глубокого изучения потребностей каждого сегмента,
  - в) подготовки индивидуального предложения для каждого сегмента
  - г) проведение адресного воздействия.
- Оценка смежных сегментов с целью расширения бизнеса. Клиенты редко интересуются чем-то узкоспециальным, а чаще имеют разносторонний спрос. Попытка сбора информации об интересах своих клиентов (дополнительных потребностей) позволяет осуществлять попутные продажи, или даже организовывать дополнительные направления бизнеса.

### Оценка смежных сегментов с целью расширения бизнеса
В США широко развита практика "обогащения" данных в своей клиентской базе путём обращения к специализированным компаниям, которые предоставляют такие услуги (Acxiom, Experian).

## Классификация
Клиентские базы, могут быть классифицированы на основе главного способа использования содержащейся в них информации. Различают три основных вида клиентских баз:
- Список рассылки. Чаще всего в клиентских базах данного вида указывается название организации и контактный телефон. Ответственность за актуальность информации практически отсутствует. Возможность анализа тоже отсутствует, в связи с недостатком информации.
- Бухгалтерская. В данной БД мы можем получить информацию не только о наименовании организации, но и её реквизиты и историю сделок с данной организацией. Актуальность информации, чаще всего соответствует дате последней сделки.
- Расширенная. Данная БД содержит не только адресный блок, реквизиты, но и персональную информацию о клиентах. Это первое отличие данной БД от других. Второе отличие состоит в том, что в БД попадают не только клиенты, которые совершили сделку, но и потенциальные клиенты. Третье отличие заключается в наличии за каждым клиентом куратора, который отвечает за актуальность информации по данному клиенту и за его развитие.

## Проблема безопасности данных
Проблема безопасности клиентских баз данных актуальна для любого бизнеса. В России, по данным компании Infowatch, 92 % сотрудников отдела продаж и менеджеров по работе с клиентами считают данные о клиентах своей личной собственностью, и «забирают» информацию с собой, переходя к другому работодателю. Нередки также случаи, когда клиентские базы данных воруют мошенники — для последующей перепродажи.
Практика покупки чужих клиентских баз данных распространена, в частности, в сфере торговли недвижимостью.

## Проблема качества данных
По данным американской исследовательской компании Experian QAS, 98 % владельцев онлайн-магазинов в США считают, что данные в их клиентских базах неточны.

## Персональные данные
Персональные данные клиентов и их представителей, содержащиеся в клиентских базах, активно используются в целях маркетинга. Достаточно частые злоупотребления ими стали одним из факторов, спровоцировавших общественное обсуждение и принятие в разных странах законодательства о защите персональных данных. В настоящее время, при ведении клиентской базы, компании обязаны соблюдать требования национального и/или общеевропейского законодательства о защите персональных данных. Это усложняет или удорожает ведение клиентских баз.